# 시민히로바역
시민히로바역(일본어: 市民広場駅, しみんひろばえき 시민히로바에키[*])은 일본 효고현 고베시 주오구에 있는 고베 신교통 포트 아일랜드 선 (포트 라이너)의 역이다. 역 번호는 P06이다. 고베 컨벤션 컴플렉스에 위치하여 "컨벤션 센터"의 부역명이 붙어 있다.

## 역사
- 1981년 2월 5일: 포트 아일랜드 선 개통과 동시에 영업 개시.
- 1995년
  - 1월 17일: 한신・아와지 대지진에 의한 영업 완전 중단.
  - 5월 22일: 나카코엔 ~ 미나미코엔 ~ 기타후토 역간 복구에 따라 영업 재개(전 구간 복구는 7월 31일).
- 2004년
  - 11월 20일・21일: 고베 공항 방면으로의 연장 공사에 따라 궤도 전환 공사로 영업 전선 종일 정지.
  - 11월 22일: 새로운 1번 승강장의 사용을 개시하고 구역사의 사용 중단.
- 2005년 9월 10일・11일: 고베 공항 방면으로의 연장 공사에 따라 궤도 전환 공사로 영업 전선 종일 정지.
- 2006년 2월 2일: 고베 공항 역 연장 개통에 따라 사용 중지 중인 이전 승강장은 2번 승강장으로 변경되고 2번 승강장의 사용 재개.
- 2011년 7월 1일: "컨벤션 센터"의 부역명 병기.

## 역 구조
상대식 승강장 2면 2선의 고가역이다. 하행선은 고베 공항 방향에 분기기가 있지만, 상행선은 분기기, 절대 신호가 없어 정류장으로 분류된다. 일부 시간대에서 역무원이 배치되고 있다.
역사는 2층이 대합실, 3층이 승강장이다. 개찰 내에는 엘리베이터, 에스컬레이터, AED등이 있다. 개찰 외에는 다목적 화장실, 코인 라커가 있다. 길 건너편 역 동쪽의 컨벤션 센터는 보행자 데크로 연결되어 있다. 역 북쪽에 엘리베이터와 역 서쪽에 에스컬레이터가 설치되어 있다.
개통 당초에는 현재 2번 선에 해당하는 승강장(당시 번호표기 없음)에만 한면 1면 1선에 기타후토 방향에만(안내는 산노미야 행) 일방 통행이었다. 고베 공항 확장 사업에 의한 복선화로 현재의 1번 승강장에 해당하는 플랫폼이 증설되었다.

### 승강장
| 1 | 고베 공항 방면・기타후토 경유 산노미야 방면 |
| 2 | 산노미야 방면(고베 공항 방면으로)           |

## 역 주변
- 고베 컨벤션 컴플렉스
- 고베 의료 산업도시

## 사진

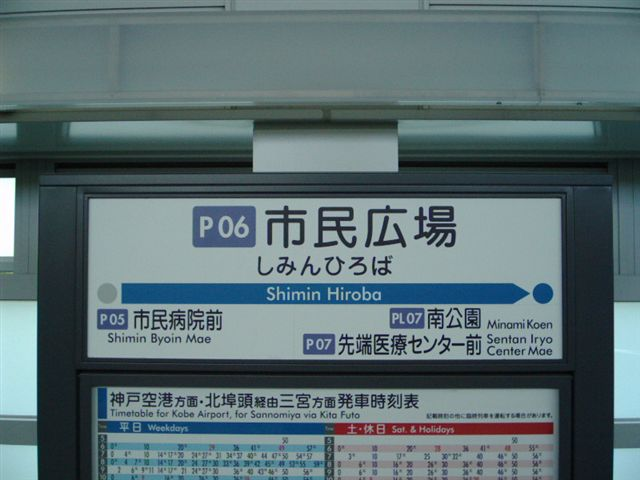
역명판

## 인접역
| 고베 신교통 ■ 포트 아일랜드 선 | 고베 신교통 ■ 포트 아일랜드 선 | 고베 신교통 ■ 포트 아일랜드 선 |
| ------------------------------ | ------------------------------ | ------------------------------ |
| P05 미나토지마 산노미야 방면   | (고베 공항 발착)               | 이료 센터 P07 고베 공항 방면   |
| P05 미나토지마 산노미야 방면   | (기타후토 방면 행)             | 미나미코엔 PL07 나카코엔 방면  |